# Android Gingerbread
Pour les articles homonymes, voir Android.
Android Gingerbread (signifiant « Pain d'épices ») est un système d'exploitation mobile sorti fin décembre 2010 et développé par Google. Il possède aussi le nom de Android 2.3 (API Level 9).

## Présentation
Il est dans la droite lignée des précédentes versions d'Android.
Il a été dévoilé le 6 décembre 2010 par Andy Rubin.
La version suivante d'Android unifie les approches smartphones et tablettes en créant un unique système d'exploitation capable d'évoluer sur ces différents environnements: Android Ice Cream Sandwich.

## Améliorations
Il n'y a pas de changement radical vis-à-vis des précédentes versions, uniquement une amélioration de la rapidité et quelques modifications esthétiques.
Ainsi, le bandeau de notification (en haut de l'écran) qui était blanc laisse la place à un même bandeau noir. L'ensemble des modifications de l'interface donnent une coloration noire et verte.
Il prend désormais en charge la technologie NFC, qui sera utilisée en premier par le  porte-drapeau de cette nouvelle version, le Samsung Galaxy S II.
Un support natif de la fonction copier-coller a été entièrement revu.
Les plus grands écrans sont pris en charge, ce qui permet à l'HTC Flyer de supporter cet OS.

## Adoption
Au départ, ce sont les smartphones puissants qui sortent au début de l'année 2011 qui supportent cet OS comme les Sony Ericsson Xperia Play et Arc.
En 2011 Samsung déploie progressivement la mise à jour grâce à son logiciel Samsung Kies et ce, sur plusieurs smartphones de la gamme Galaxy. À l'exception de certains modèles, le plus souvent d'entrée de gamme (ex: I5750, I5700, I5800).
Le déploiement se fait plus chaotique pour les fabricants HTC et Sony Ericsson qui font des erreurs de communication en expliquant qu'ils n'allaient pas pouvoir le mettre en place, puis virent de cap, et enfin invoquent des problèmes matériels et de surcouche à développer. Les mobiles touchés sont le HTC Desire et le Sony Ericsson Xperia X10.
Son support pour les application Google a été abandonné en octobre 2021